# Nghệ thuật Chămpa
Champa có nền văn minh Ấn hóa ở khu vực duyên hải miền Trung Việt Nam ngày nay trong thời gian từ năm 192 đến 1832 sau Công nguyên. Người Chăm có lẽ là những người có gốc từ các đảo Indonesia đến xâm chiếm khu vực này và họ đã mang theo những ngành nghề, nghệ thuật của Indonesia vào vùng đất này. Họ đã xây dựng các hải cảng giao thương với Ấn Độ, Trung Quốc và Indonesia. Trong lịch sử của Champa, quốc gia này đã trải qua những xung đột với các dân tộc khác như Java, Khmer, Đại Việt và cuối cùng đã bị các triều đại của Việt Nam thôn tín và xóa sổ quốc gia này.
Di sản của nghệ thuật của Champa để lại ngày nay gồm điêu khắc đá Chăm Pa, kiến trúc Champa, hội họa Chăm Pa và âm nhạc Champa, trong đó nổi bật nhất là kiến trúc và điêu khắc trong các tháp Chăm Pa. Các hiện vật về điêu khắc của Champa hiện nay được trưng bày tại Bảo tàng Nghệ thuật điêu khắc Chăm Đà Nẵng ở quận Hải Châu, Đà Nẵng.

## Kiến trúc Champa

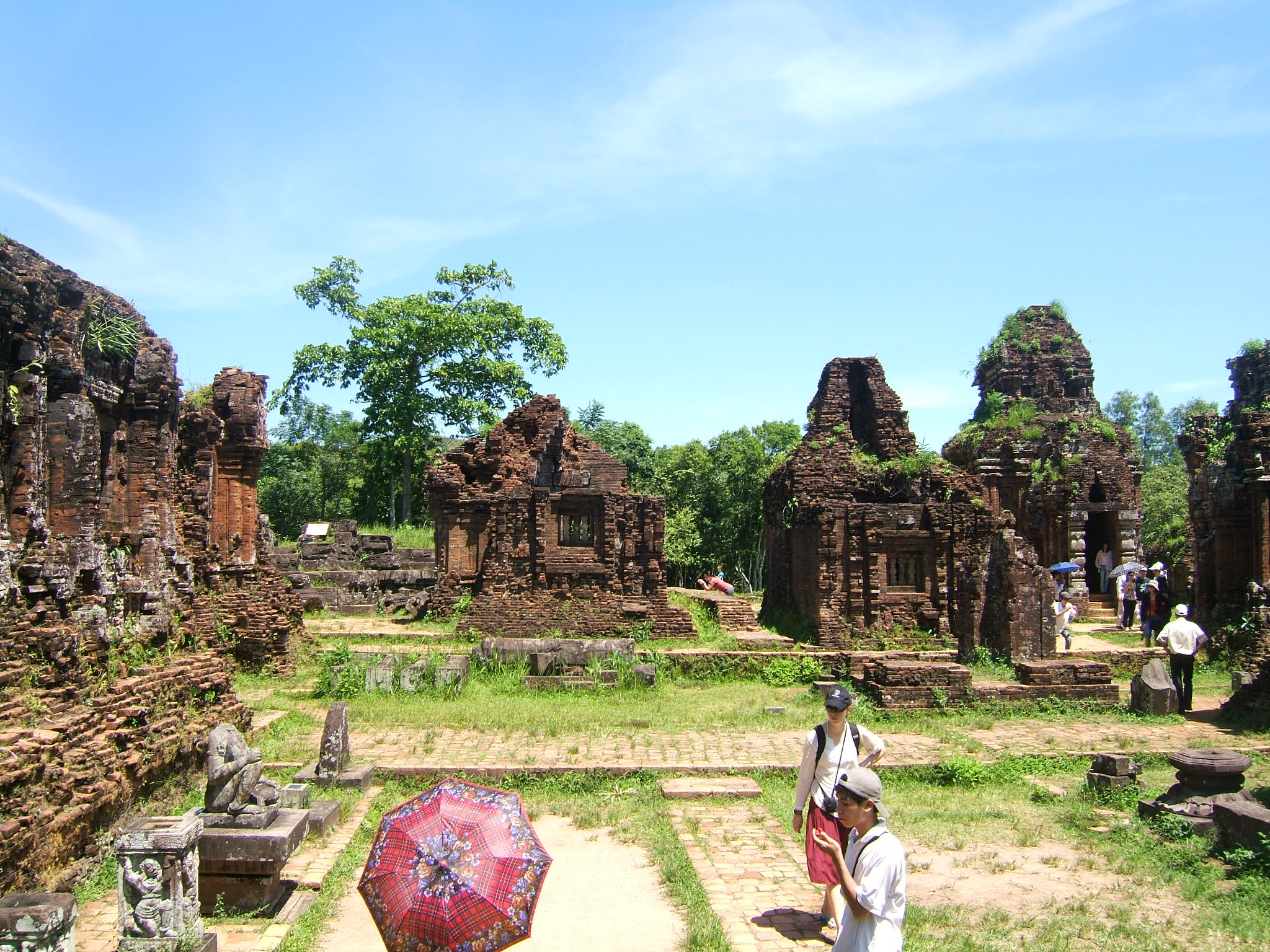
Một phần quang cảnh nhóm tháp B, C và D tại Mỹ Sơn.

Kiến trúc Champa nổi bật với các tháp Chàm được xây bằng loại gạch đặc biệt, không dùng vữa kết dính nhưng vẫn vững bền theo thời gian. Gạch Champa luôn có màu sắc đỏ au và không bị rêu mốc. Quần thể tháp Champa ở thánh địa Mỹ Sơn là một di sản thế giới được UNESCO công nhận.
Các khu vực tháp Chăm Pa nổi bật khác có Po Nagar ở Nha Trang, tháp đôi Chăm Pa ở Quy Nhơn và tháp ở Phan Rang-Tháp Chàm tỉnh Ninh Thuận.

## Điêu khắc Champa

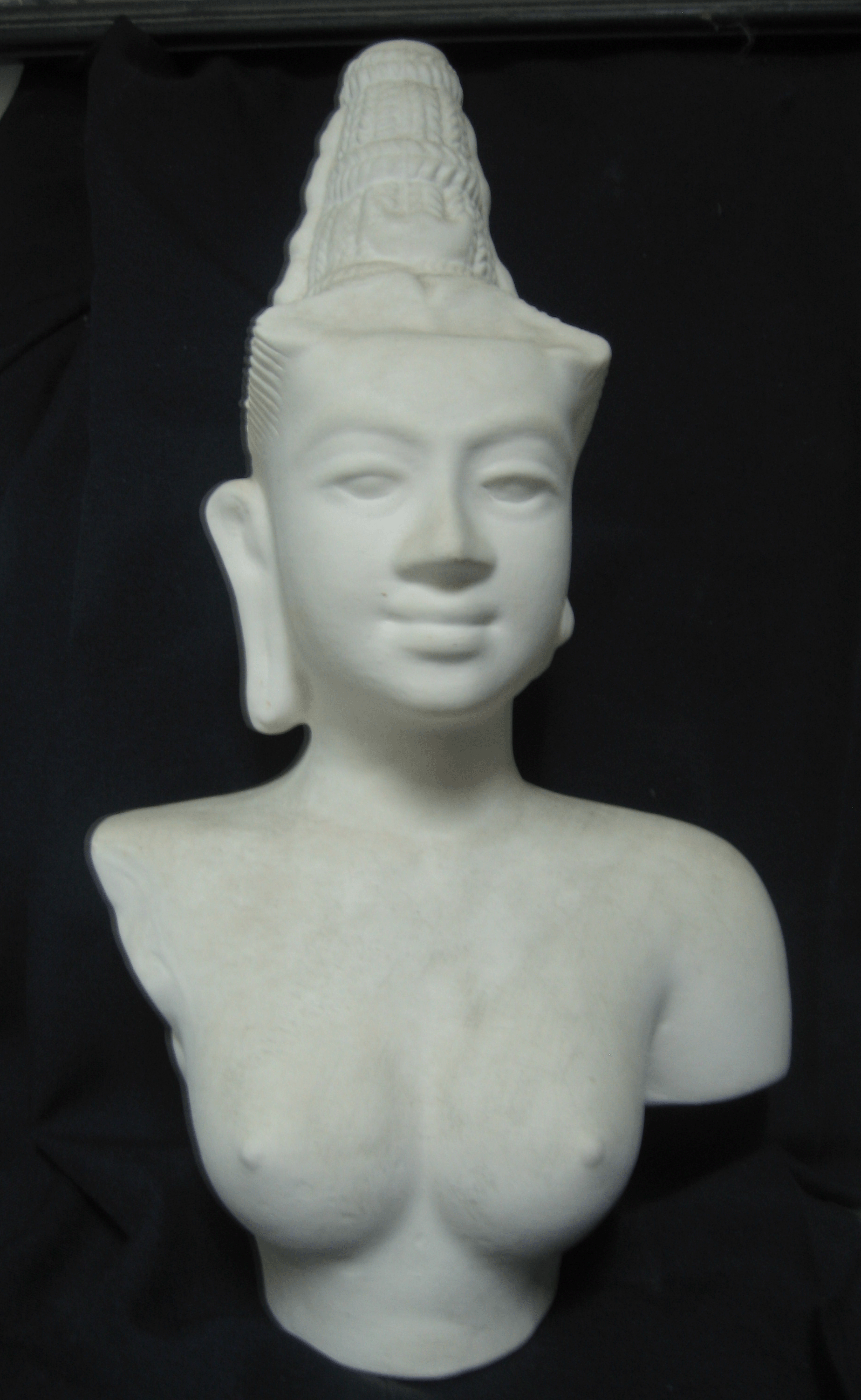
Tượng nữ thần thuộc điêu khắc Chăm pa

## Âm nhạc Champa
Âm nhạc Champa phát triển rực rỡ, có ảnh hưởng lớn đến âm nhạc Việt Nam sau này, đặc biệt là hò Huế, Nam Ai, Nam Bằng, các điệu lý Nam Trung Bộ và Nam Bộ và đặc biệt là nhã nhạc cung đình Huế, một kiệt tác truyền khẩu phi vật thể.

## Các phong cách nghệ thuật Chăm Pa

### Giai đoạn nghệ thuật miền bắc: Thế kỷ 7 – thế kỷ 11
Từ thế kỷ thứ 4, người Chăm pa đã xây dựng đền thờ tại Mỹ Sơn nhưng không còn tới ngày nay. Các di tích đền tháp còn lại được phát hiện có niên đại sớm nhất cũng là vào nửa sau của thế kỷ thứ 7. Các ngôi đền tháp này thuộc thời gian này cho đến năm 980 đều thuộc cùng một giai đoạn là giai đoạn nghệ thuật miền bắc. Các tháp thuộc giai đoạn này đều đơn giản, làm bằng gạch nung màu đỏ, có chân đế là một khối hình chữ nhật, các mặt tháp đều có bố trí mi cửa ẩn, trừ hướng có cửa chính, trên đó có nhiều hình điều khắc của các vị thần. Mi cửa được đỡ bằng bộ khung các trụ bổ tường cao và hẹp cùng các đầu cột xòe ngang. Cũng chính các trụ bổ tường này đỡ vòm cửa. Trên vòm và trên các trụ bổ tường có chạm khắc các phù điêu theo thần thoại Ấn Độ, với các chạm khắc tập trung chính ở đầu cột. Mái tháp thường gồm ba tầng, mỗi tầng đều có bao lơn nhỏ ở phía trên mi cửa. Bên trong tháp đều có bệ thờ với hình ảnh triều đình theo kiểu Ấn Độ.
Theo các tác giả Philippe Stern (Nghệ thuật Champa, 1942) and Jean Boisselier (Điêu khắc Champa, 1963) được nhà sử học Jean-François Hubert tổng hợp thì có thể phân chia giai đoạn này thành các phong cách sau:

### Phong cách Mỹ Sơn E1: Thế kỷ 7 - thế kỷ 8
Phong cách được xác định sớm nhất là Mỹ Sơn E1. Phong cách thời kỳ này phản ánh ảnh hưởng từ bên ngoài của văn hóa tiền Angkor và cả nghệ thuật Dvaravati và miền Nam Ấn Độ.
Tiêu biểu cho phong cách Mỹ Sơn E 1 là ở bệ thờ bên trong tháp làm bằng đá sa thạch có hình dạng linga tượng trưng cho ngọn núi là nhà của thần Si-va, xung quanh có chạm các tu sĩ đang tu luyện trong rừng núi hay hang động, với các hình dạng như đang chơi các loại nhạc cụ khác nhau, đang giáo hóa cho các loài vật và cả đang thư giãn. 
Một công trình tiêu biểu nữa là phù điêu ở trên lối vào chính chạm khắc buổi bình minh thời đại theo thần thoại Ấn Độ. Thần Vishnu đang nằm ngủ ở dưới đáy biển, trên giường là rắn thần Sesha. Một bông hoa sen từ từ mọc lên từ rốn của thần. Thần Brahma từ từ đứng lên trong bông hoa sen đó để tạo ra cả vũ trụ này.

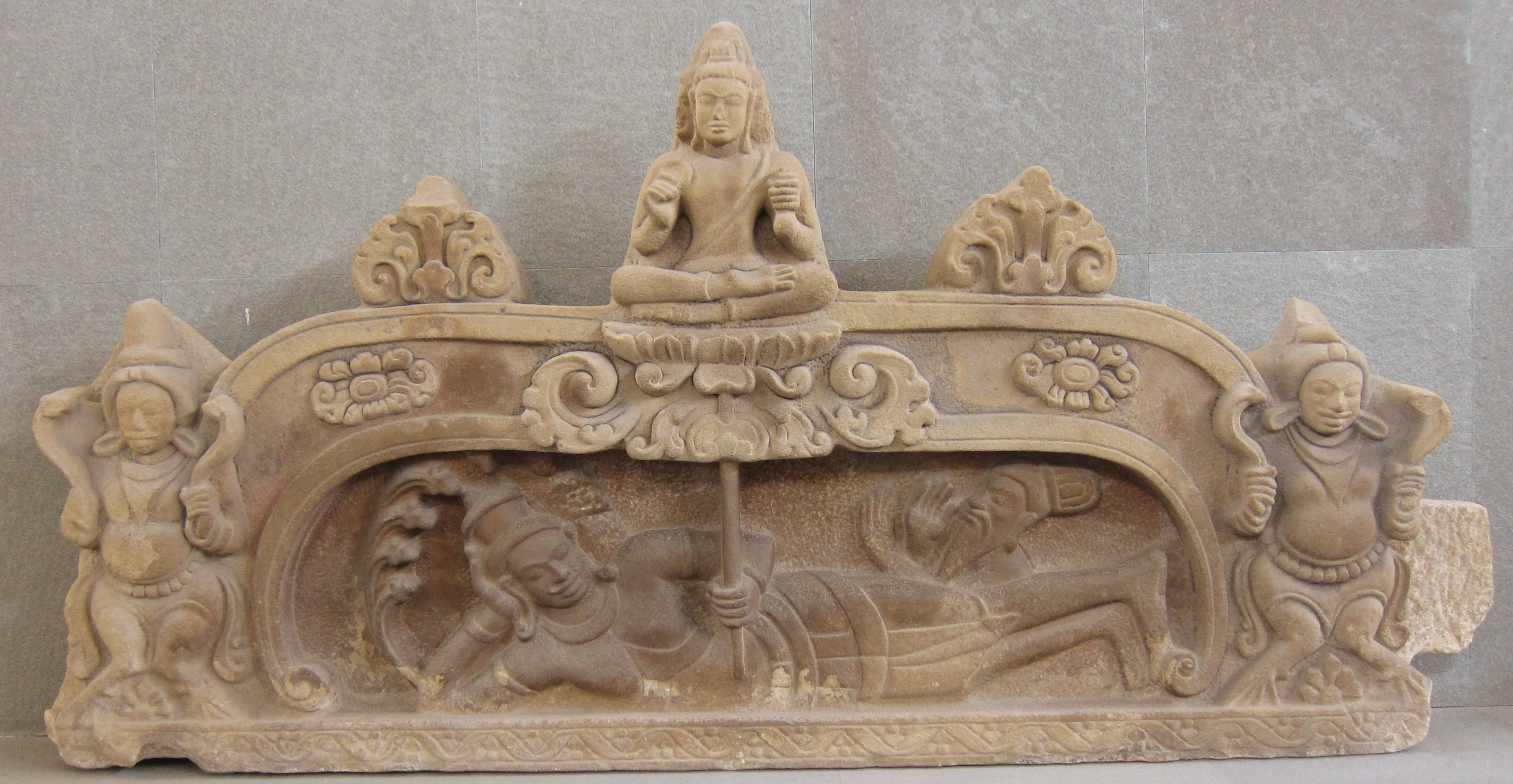
Bệ thờ chạm hình Brahma sinh ra từ hoa sen trên rốn của Vishnu.
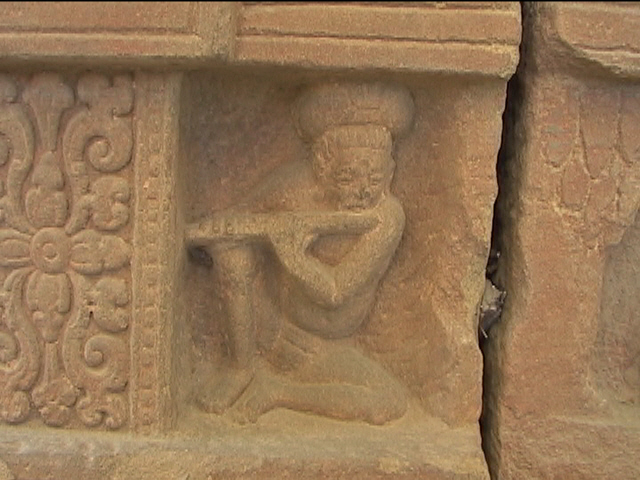
Một chi tiết từ bệ thờ Mỹ Sơn E1 tạc cảnh người thổi sáo.
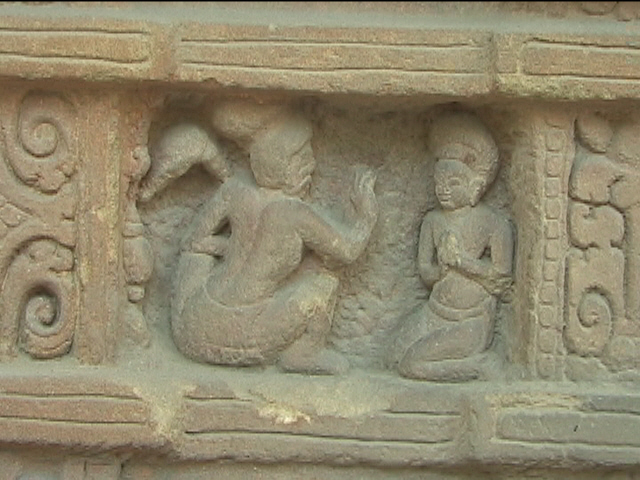
Một chi tiết khác tạc cảnh một thầy pháp đang thuyết giảng cho học trò.
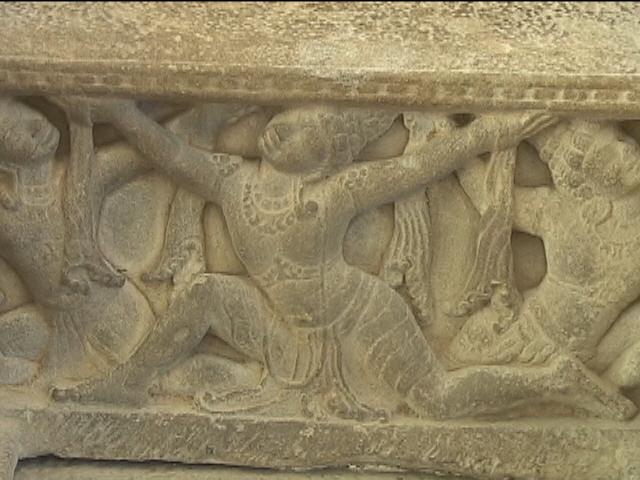
Cảnh một vũ công nam trên bậc thang dẫn lên bệ thờ Mỹ Sơn E1.

### Phong cách Đồng Dương: Thế kỷ 9 - thế kỷ 10
Phong cách Đồng Dương mở đầu bằng các tháp Hòa Lai (nửa đầu thế kỷ 9) với các vòm cửa nhiều mũi tròn với các trụ bổ tường hình bát giác làm bằng đá sa thạch với các trang trí hình lá uốn cong. Sang Đồng Dương (nửa sau thế kỷ thứ 9) các trang trí chuyển thành những hình hoa lá hướng ra ngoài. Các tháp thuộc phong cách Đồng Dương đều có những hàng trụ bổ tường và vòm cửa khỏe khắn và có góc cạnh. Đây cũng là điểm khác biệt giữa phong cách Đồng Dương và Mỹ Sơn. Đỉnh cao của phong cách là kiến trúc một tu viện Phật giáo vào cuối thế kỷ 9. Bức tường tu viện dài đến một cây số và có rất nhiều tượng Phật. Rất tiếc là di tích đã bị phá hủy nhưng nhiều học giả cho rằng khi còn nguyên vẹn, di tích này cũng giống như các tu viện Phật giáo ở miền Bắc Ấn Độ. Một số hiện vật thuộc di tích còn được giữ lại ở các bảo tàng cho thấy điêu khắc thời kỳ này có tính uyển chuyển, phong phú và thể hiện những hình khắc gần gũi với chính người Chăm hơn là những ảnh tượng của các vị thần. Các bức tượng có mũi và môi dày và không hề cười. Các đề tài là Đức Phật, các vị sư, các hộ pháp dvarapalas, bồ tát Avalokiteshvara (Quán Thế Âm) và nữ thần tình thương Tara, người được xem là vợ của Avalokiteshvara.

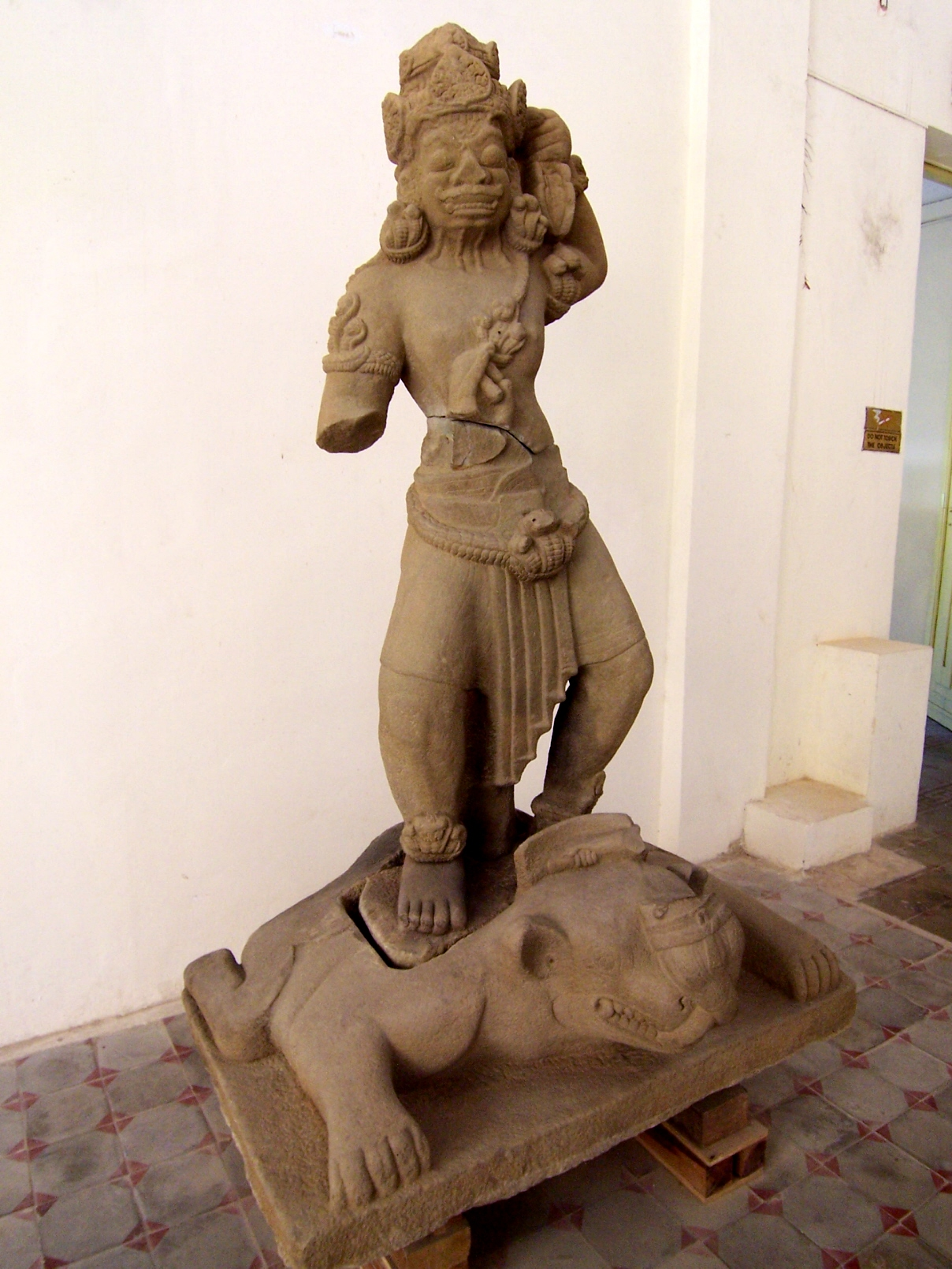
Tượng thuộc phong cách Đồng Dương, làm bằng đá sa thạch, cao 2,18 m, tả cảnh hộ pháp dvarapala đang dẫm lên ác quỷ.
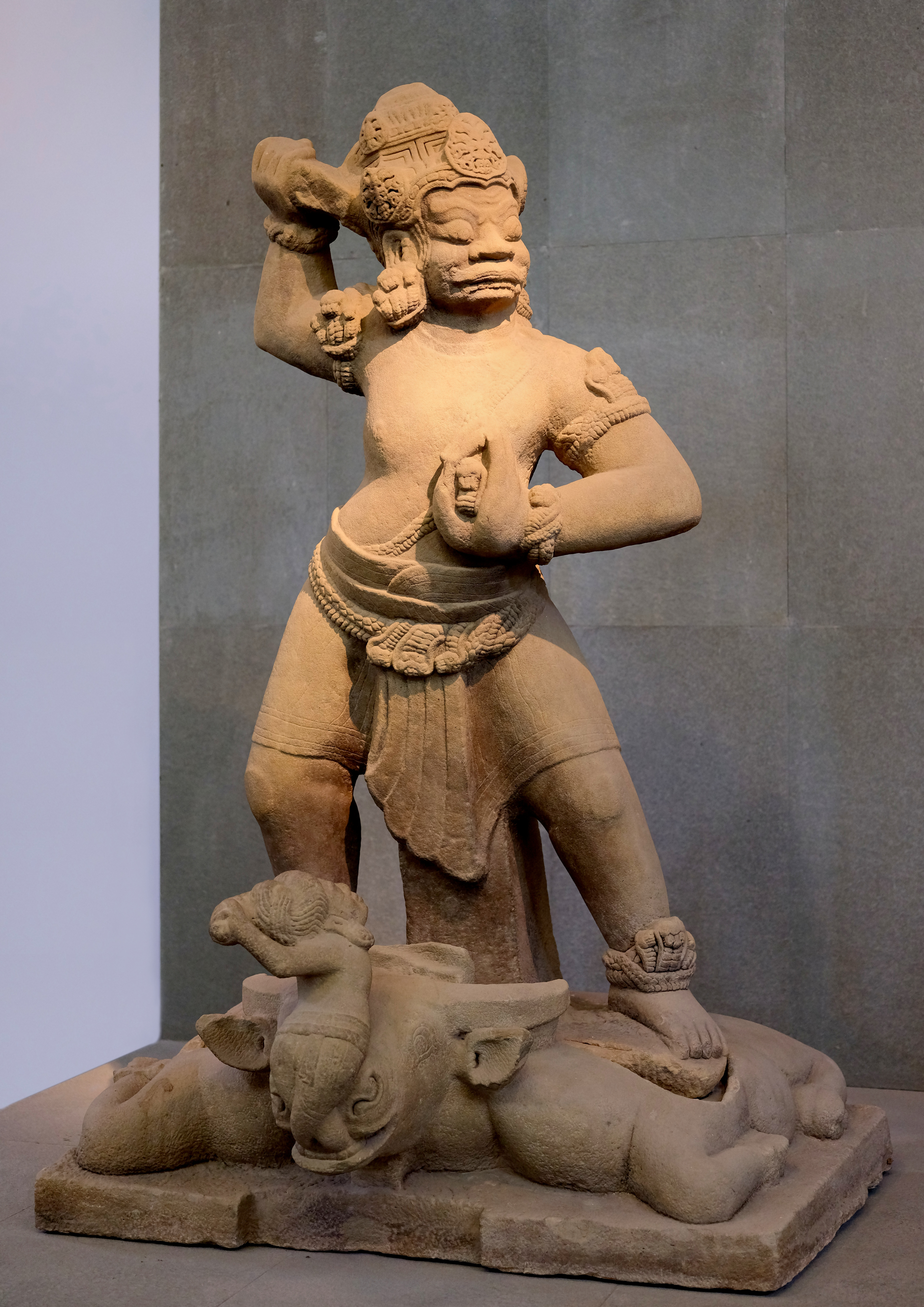
Một hộ pháp dvarapala đang dẫm lên con bò đang nuốt một chiến binh.
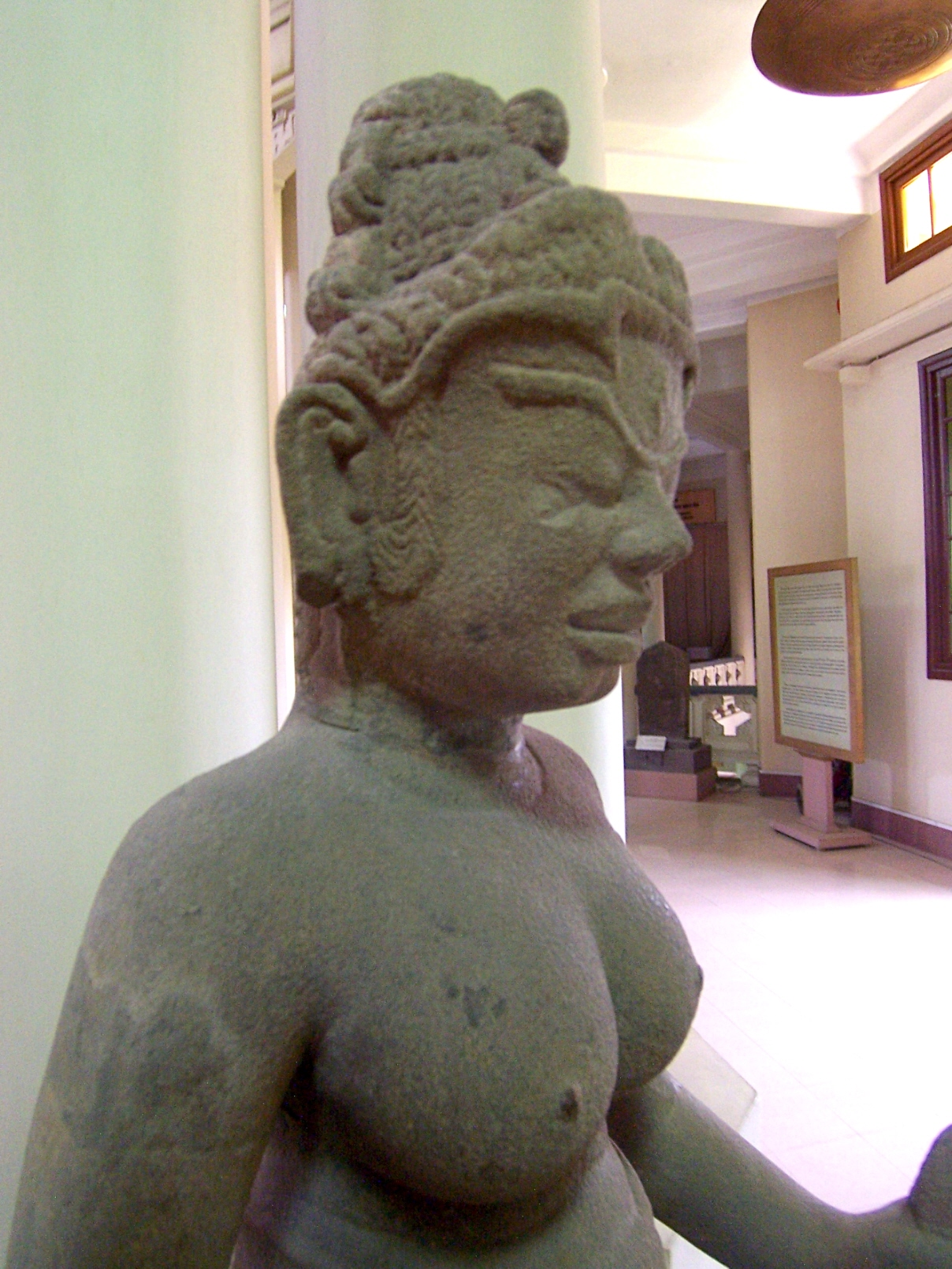
Tượng sa thạch thế kỷ thứ 9 tả cảnh Tara với hình tượng Amitabha (A Di Đà) đang ngồi trên tóc phía trên trán.
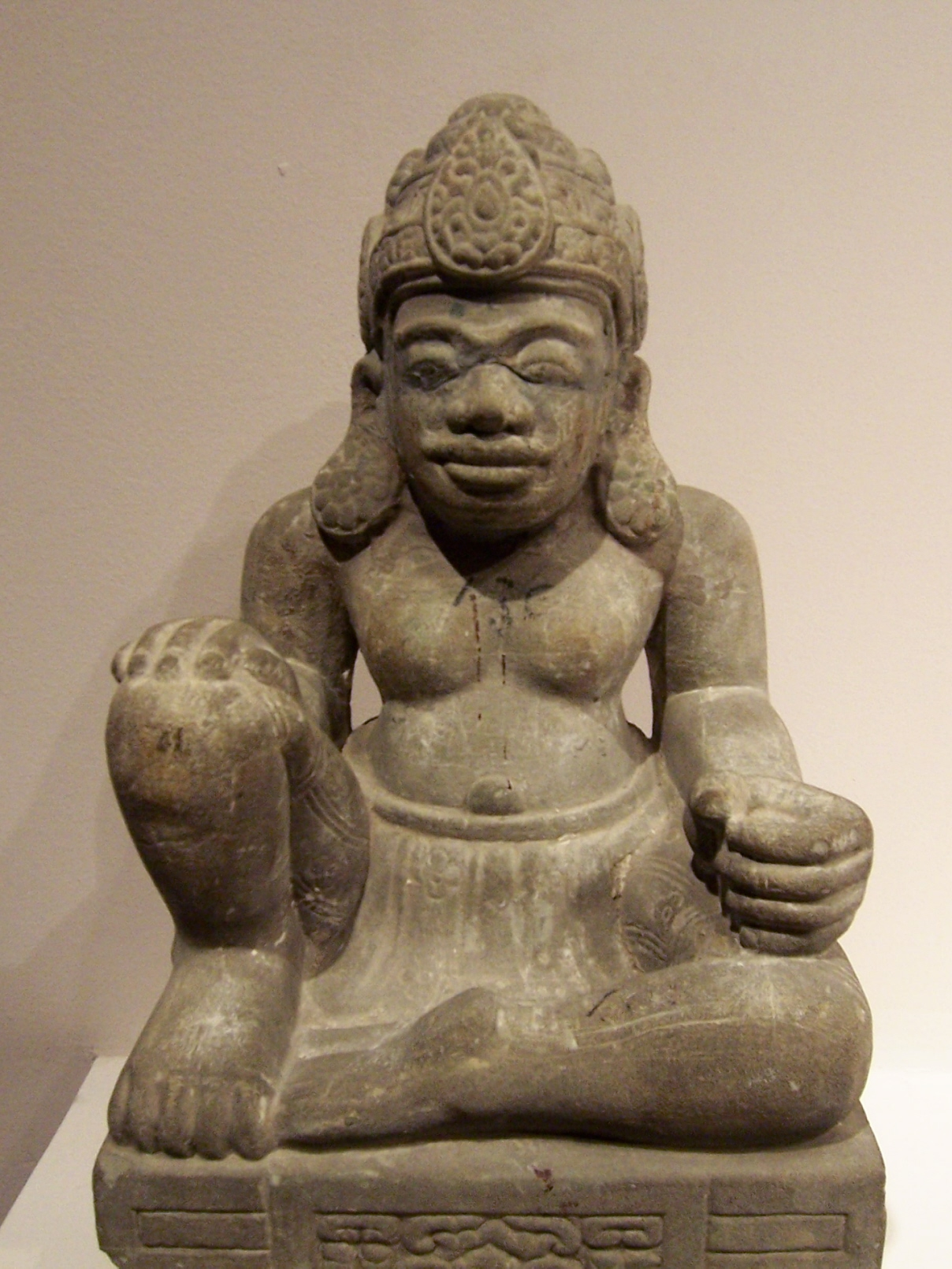
Bức tượng có thể là Kim Cương dharmapala. Bệ bên dưới (không có trong hình) là hình ảnh đầu của nữ thần kala.
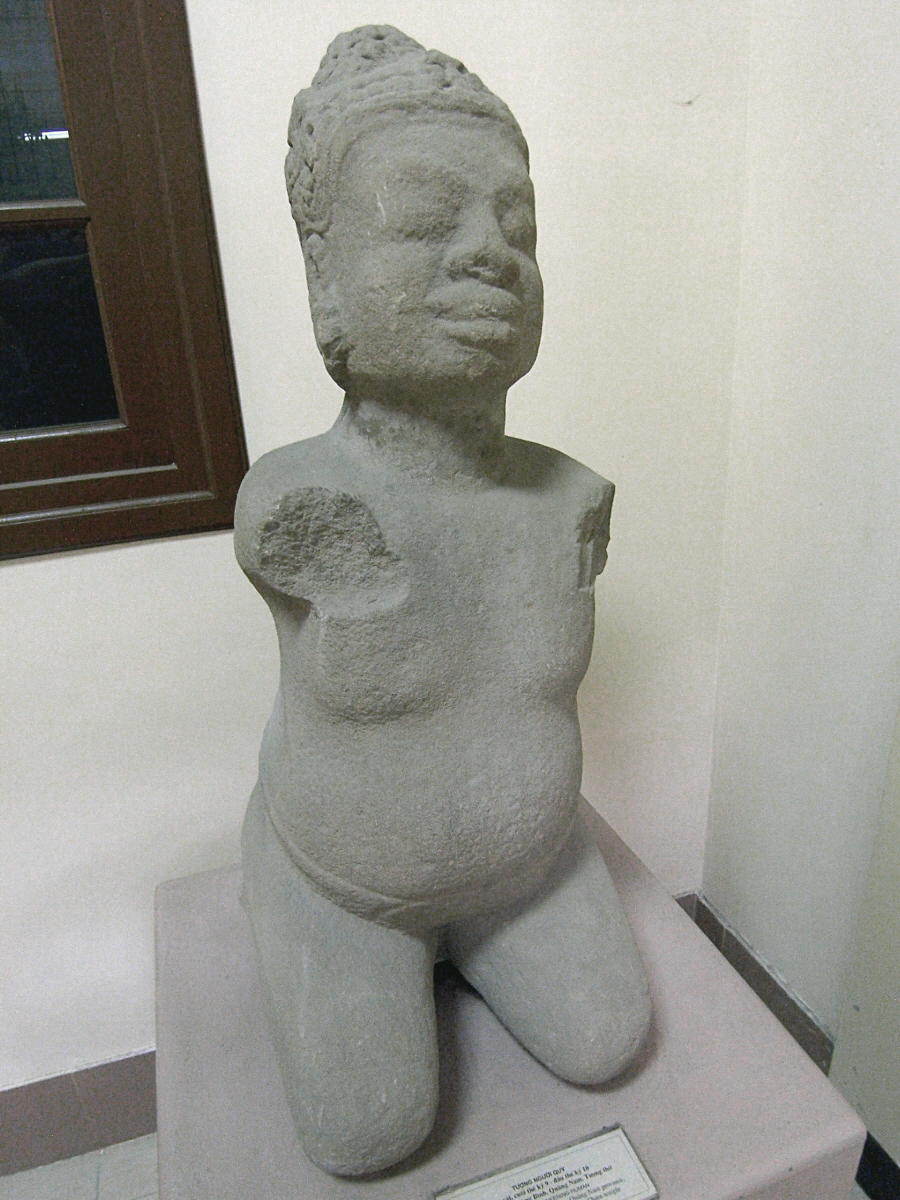
Người đàn ông quỳ, thế kỉ 9.
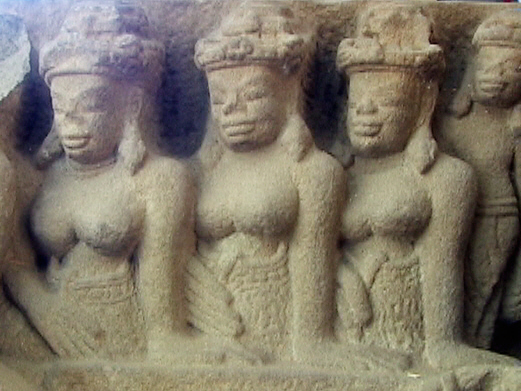
Các cung nữ trong bệ đá đang cười, thế kỉ 9 - 10.
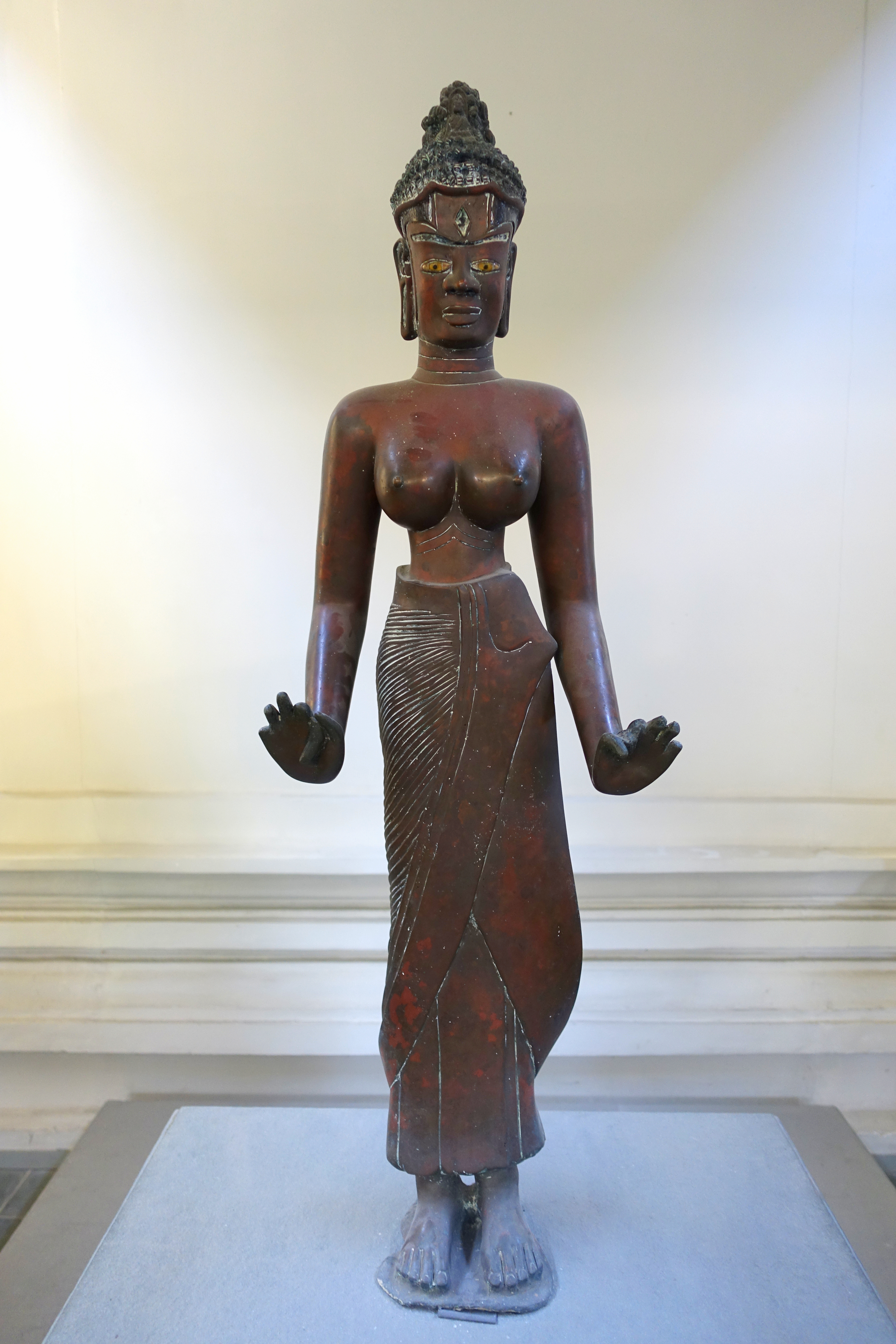

### Phong cách Mỹ Sơn A1: Thế kỷ 10 - thế kỷ 11

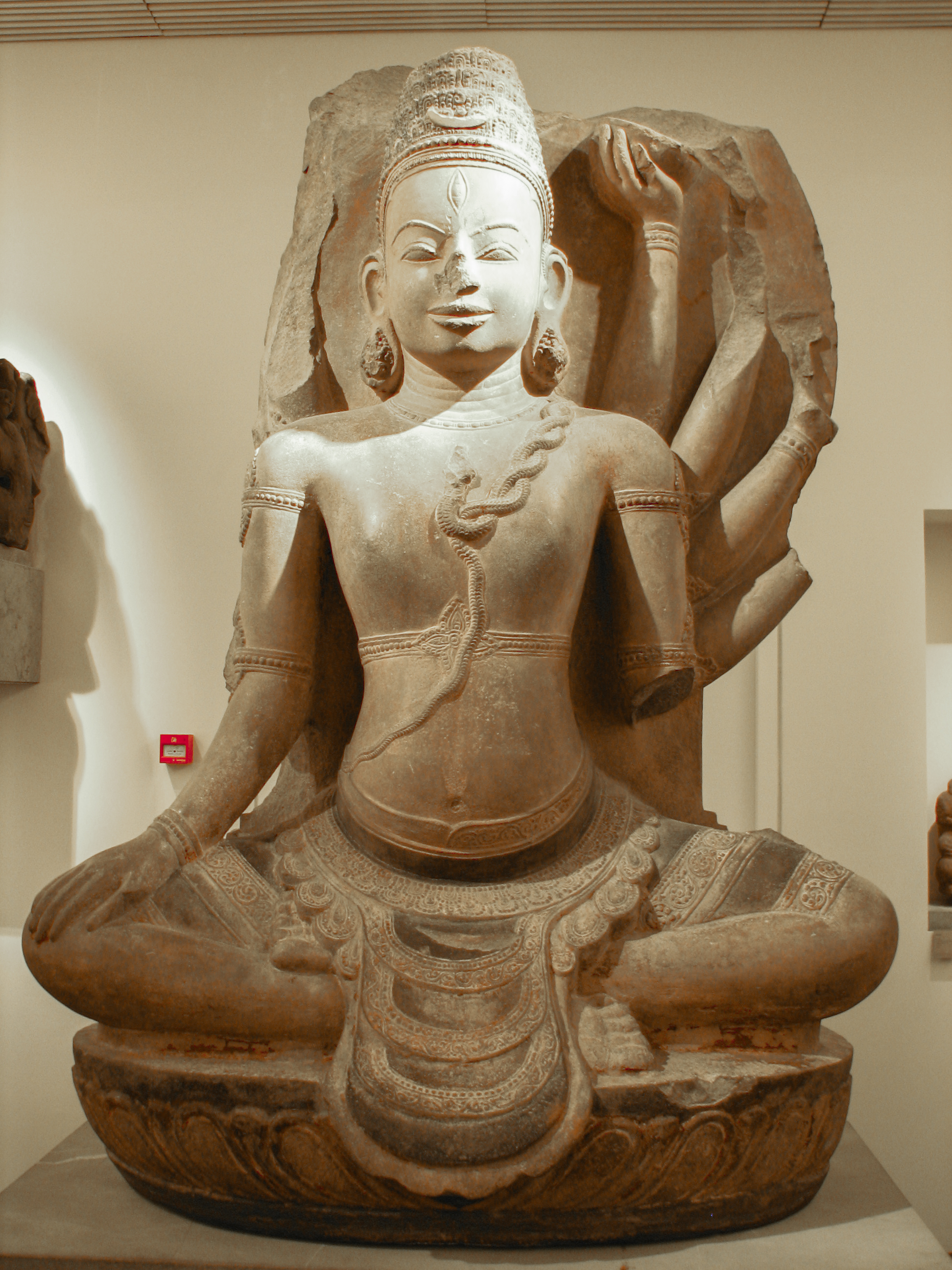
Tượng Siva thuộc Viện Bảo tàng Guimet

Ở phong cách này các trụ bổ tường đứng thành đôi một với bức tường hình người ở giữa như trong tháp Mỹ Sơn A1. Các vòm cửa có hình dáng phức tạp nhưng không chạm khắc. Thân tháp cao vút với các tầng dần thu nhỏ lại. Đây là thời kỳ chịu ảnh hưởng của Java và cũng là thời hoàng kim của Chăm Pa. Phong cách này đặt tên theo tòa tháp có cùng ký hiệu nhưng do hậu quả của chiến tranh đến nay không còn. Các tháp thuộc nhóm B, C và D trong khu di tích thánh địa Mỹ Sơn cũng thuộc phong cách này. Đến thời kỳ này, đối ngược với vẻ khỏe khoắn và có phần dữ tợn của phong cách Đồng dương, phong cách Mỹ Sơn A 1 có tính động, dường như đang nhảy múa, với vẻ đẹp duyên dáng. Các vũ công là các họa tiết được ưa chuộng của các nhà điêu khắc Chăm thời kỳ này. Bên cạnh đó các linh vật cả trong cuộc sống thực lẫn từ thần thoại cũng là một chủ đề được ưa thích như voi, hổ, garuda: 
Thần Indra: Thường được thể hiện ở tư thế ngồi trên bệ với tay cầm lưỡi tầm sét, chân xếp bằng và một con voi là vật cưỡi của thần đang phủ phục.
Bò Nan-din: Là vật cưỡi của thần Si-va thường thẻ hiện dưới tư thế nằm và thuộc dạng tượng tròn.
Ga-ru-da: Là linh vật mà thần Vis-nu thường cưỡi và là kẻ thù của rắn thần Naga. Các phù điêu do vậy thường chạm hình chim thần Ga-ru-da đang nuốt hoặc dẫm lên hoặc đạp rắn thần Naga.
Sư tử: Thường là sư tử đực ở tư thế ngồi với hai chân trước đứng.
Thần Si-va: Thường được thờ dưới hình tượng linga, hay với kiểu tóc búi (jatanlinga) hoặc trang trí mặt người (kosa).
Cũng thuộc phong cách Mỹ Sơn A 1 này còn có cả các nhóm tháp ở Khương Mỹ và các di vật ở Trà Kiệu. Các công trình Khương Mỹ nằm trong giai đoạn chuyển tiếp giữa Đồng Dương và Mỹ Sơn A1. Đồng thời chịu ảnh hưởng của Khmer và Java. 
Nhiều di vật điêu khắc của Trà Kiệu vẫn được lưu giữ ở các viện bảo tàng đặc biệt là bệ thờ Trà Kiệu. Bệ thờ làm gồm bệ đá với phù điêu và một khối ligam. Các phù điêu chạm các giai đoạn khác nhau của cuộc đời Krisna. Ở mỗi góc của bệ thờ có hình sư tử nâng đỡ cả khối kiến trúc nặng bên trên. Cũng thuộc phong cách Trà Kiệu còn có bệ đá chạm vũ công có hình vuông mà mỗi mặt đều có chạm hình vũ nữ apsara đang nhảy múa và các nhạc công gandharva đang chơi nhạc. Bệ đặt trên nền có chạm hình đầu sư tử và hình con makara.

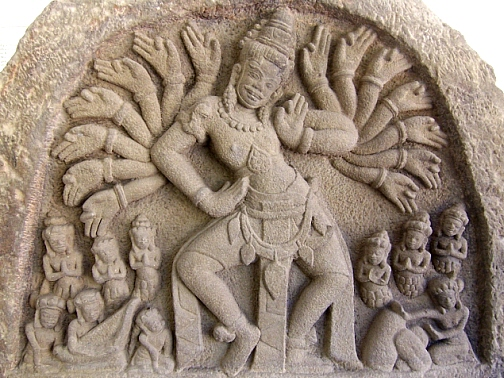
Điệu nhảy của Siva, khoảng thế kỷ 10, chuyển đổi từ phong cách Đồng Dương sang Khương Mỹ.
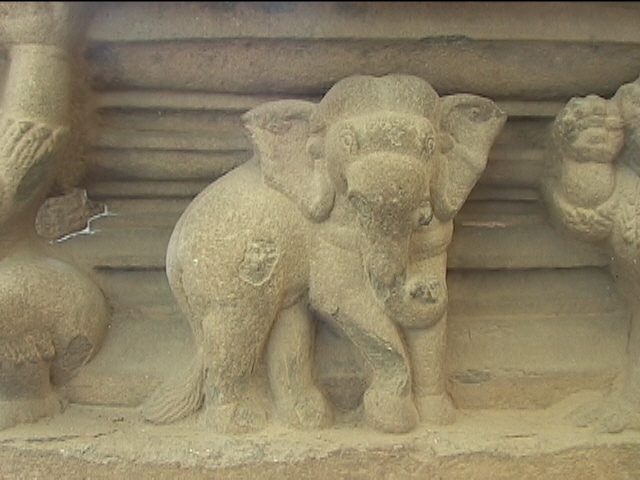
Hình voi tạc trên bệ đá thuộc phong cách Mỹ Sơn A 1.
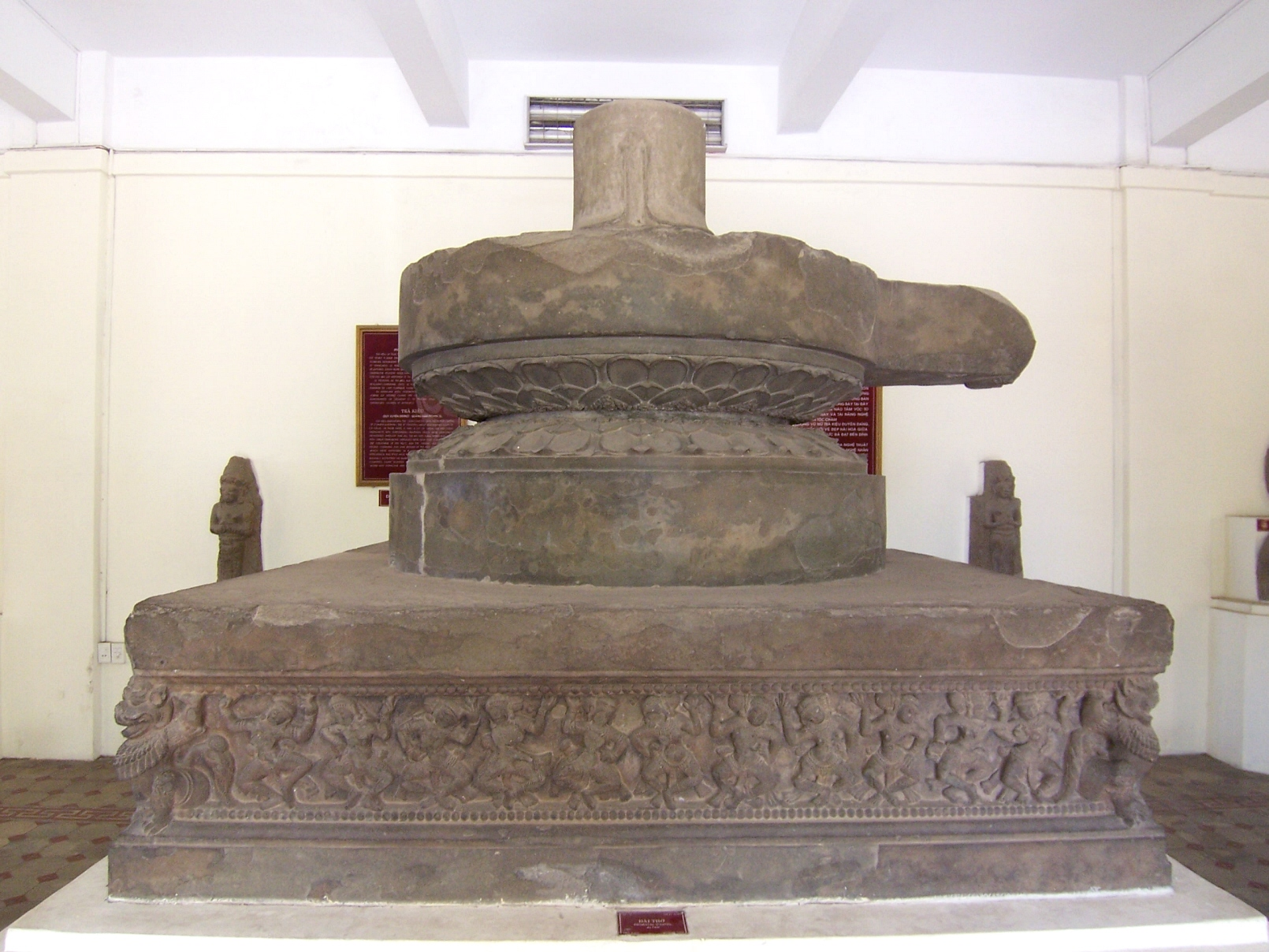
Bệ thờ Trà Kiệu khoảng thế kỷ 10 đỡ một khối lingam.
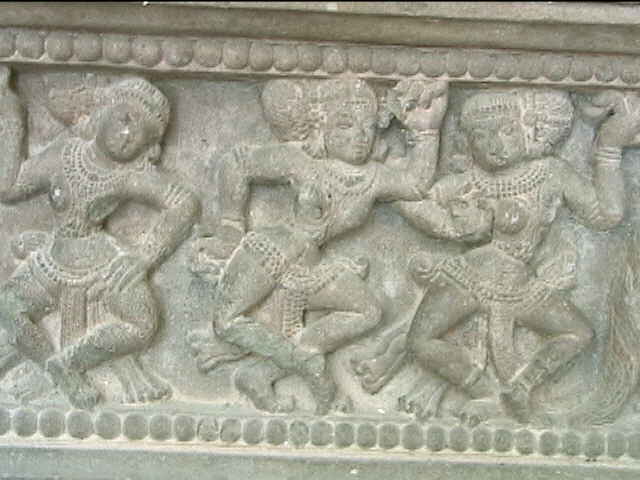
Hàng vũ nữ apsaras trên Bệ đá Trà Kiệu.
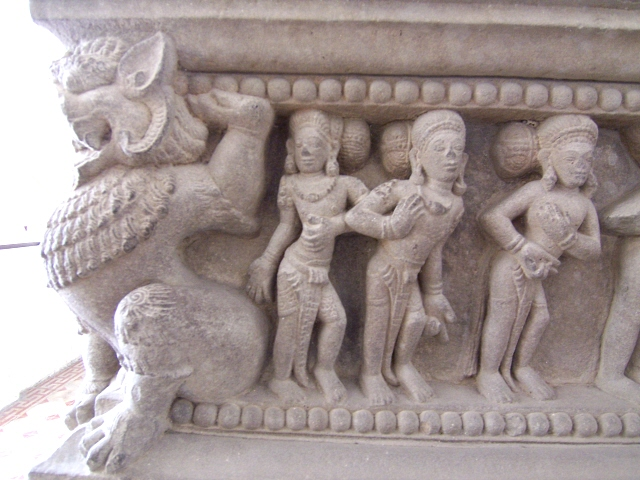
Cột đỡ hình sư tử ở góc của Bệ đá Trà Kiệu, bên phải là các giai đoạn trong cuộc đời của Krishna.
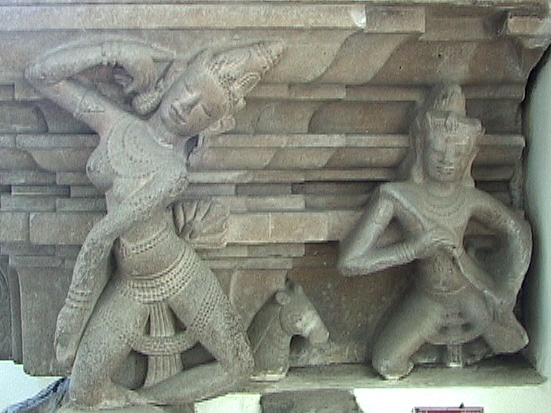
Bệ đá Vũ công có nét đặc điểm của phong cách Trà Kiệu trong đó các apsara và gandharva đang nhảy múa và chơi đàn.
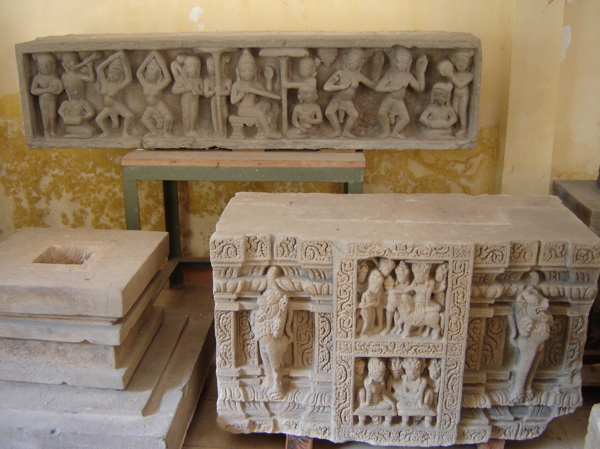
Phong cách Chánh Lộ, bệ ở phía trước là hình về cuộc đời Đức Phật thuộc phong cách Đồng Dương.

### Giai đoạn miền Nam: Sau thế kỷ 11 đến thế kỷ 15
Giai đoạn này còn được gọi là phong cách Bình Định hay Tháp Mẫm. Khởi đầu bằng các tháp ở Chánh Lộ có phong cách chuyển tiếp từ Mỹ sơn A1 sang Tháp Mẫm. Một số hiện vật ở Tháp Mẫm vẫn còn dáng dấp cân đối, nhẹ nhàng nhưng phần lớn các điêu khắc đã trở nên thô với hình khối tròn mang tính bản địa dần dần chiếm lĩnh khắp các hình tượng Ấn giáo ở miền Nam. Các thiết kế kiến trúc với các đường nét sắc sảo nhất là các đường tròn uốn lượn dần dần chuyển sang phong cách mạnh mẽ với các hình khối ít chạm trổ cho thấy ấn tượng mạnh mẽ nhưng dường như không còn nét tinh tế nếu so sánh với phong cách Mỹ Sơn A1. Ở đây các vòm cửa thu lại và vút lên thành hình mũi giáo. Các tháp nhỏ trên các tầng bên trên cuộn tròn lại thành các khối đậm nhưng khỏe. Các trụ bổ tường thu hẳn vào trong tường thành một khối phẳng. Bề mặt tháp là các bức tường với những đường gân sống. Chỉ có các hình linh vật là có thể so sánh được với phong cách trước. Chạm khắc trong phong cách này đi vào chi tiết trang trí hơn là nhìn vào tổng thể vẻ đẹp và tính động của hình tượng. 
Một trong các họa tiết của phong cách Tháp Mẫm là chạm trên đá một hàng các bộ ngực phụ nữ xung quanh chân đế của một bệ thờ. Họa tiết này đã thấy ở Trà Kiệu nhưng trở thành điển hình cho phong cách Tháp Mẫm và là một họa tiết độc đáo trong nền nghệ thuật Đông Nam Á.

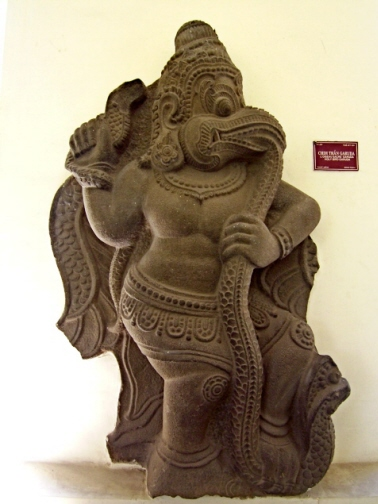
Thế kỷ 13, điêu khắc ở Bình Định tả cảnh Garuda đang nuốt rắn thần.
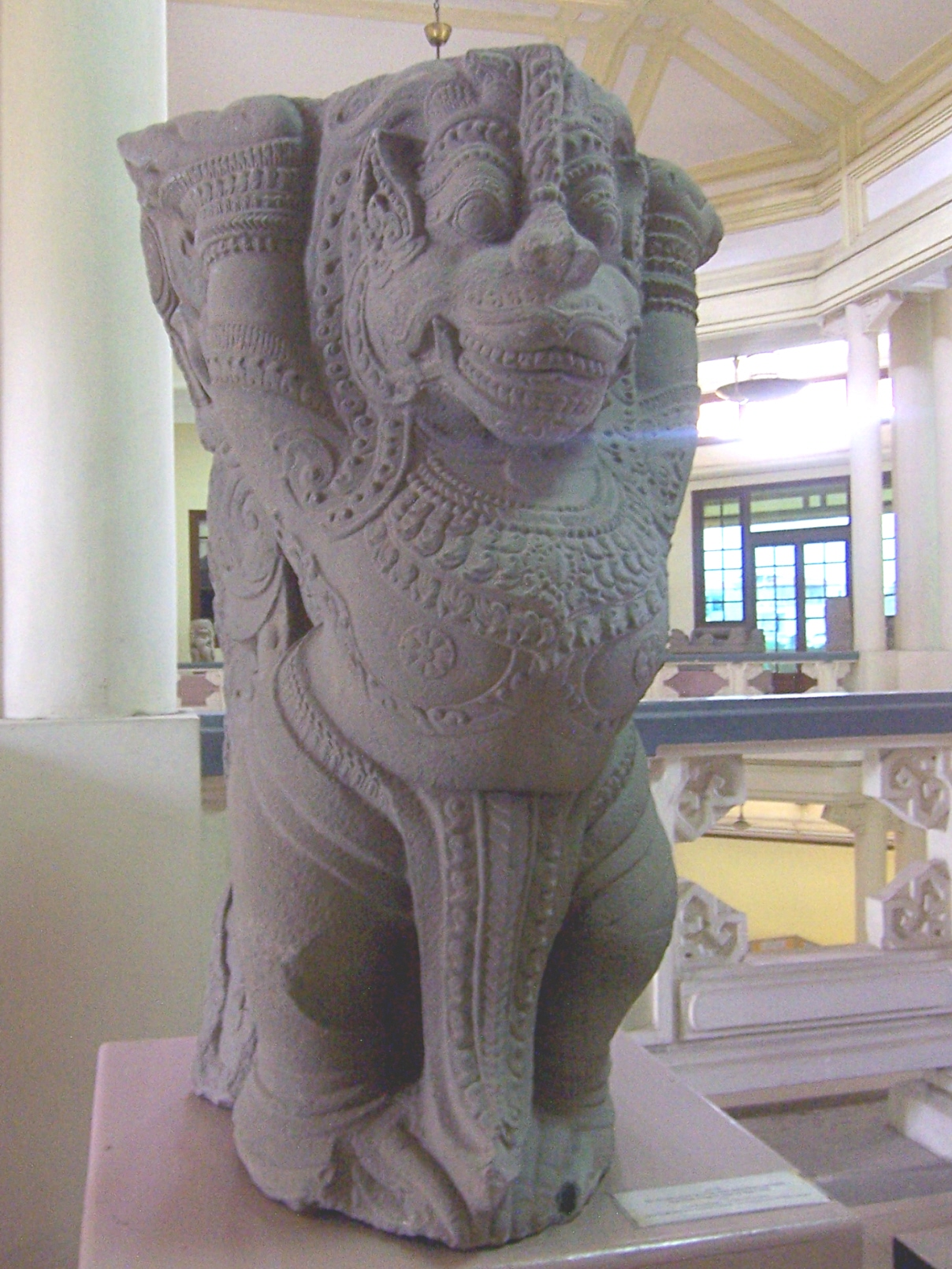
Khoảng thế kỷ 12, cột đỡ hình sư tử thuộc phong cách Tháp Mẫm.
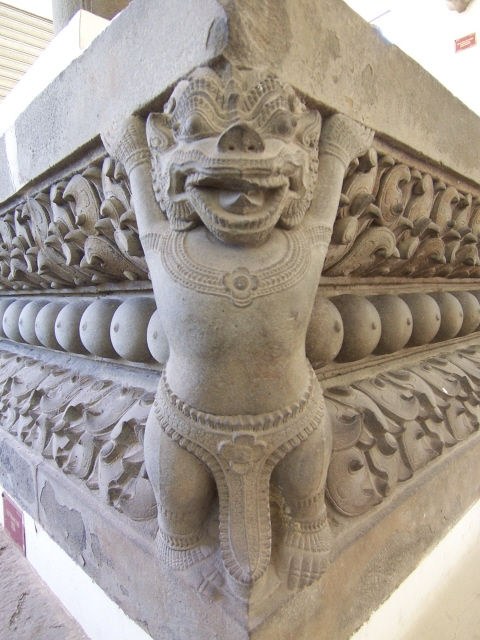
Cột đỡ hình sư tử ở bệ đá hình vuông có hàng ngực phụ nữ.
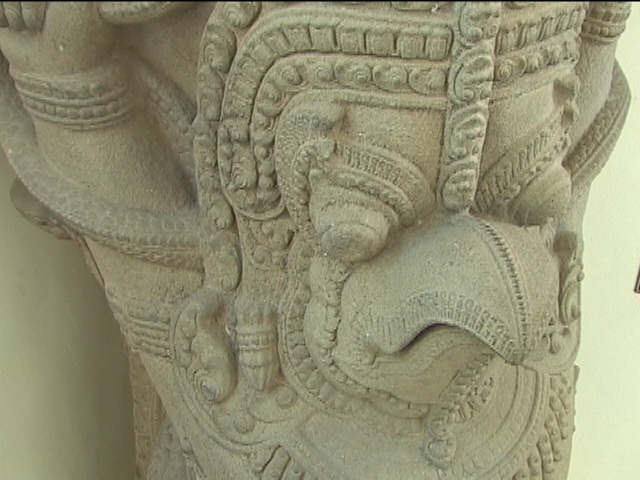
Điêu khắc thế kỷ 12 thuộc phong cách Thám Mẫm có hình Garuda đang đỡ bệ thờ.
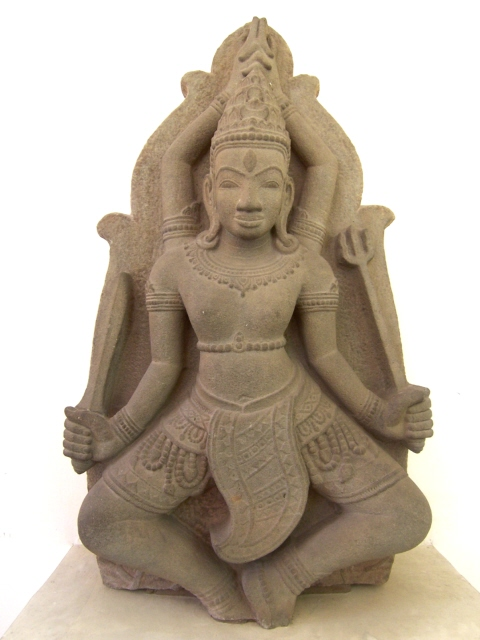
Cuối thế kỷ 11 và 12, điêu khắc phù điêu hình thần Shiva thuộc phong cách Tháp Mẫm.